# Baw się z nami
Baw się z nami (org. The Party Line) – amerykańska seria książek dla młodszych nastolatek, autorstwa Carrie Austen. Opowiada o szkolnych i sercowych perypetiach czterech amerykańskich dziewcząt, które zakładają "firmę" Baw się z nami, organizującą przyjęcia urodzinowe.

## Tomy serii
1. Wymarzony chłopiec Julie (Julie's Dream Date, #6)[1]
2. Becky Bartlett Superstar (Becky Bartlett Superstar, #7)[2]
3. Plan Rosie: Jak zdobyć sympatię (Rosie's Popularity Plan, #4)[3]
4. Wielka szansa Allie (Allie's Big Break, #5)[4]
5. Julie ma kłopoty z ... chłopcami (Julie's Boy Problem, #2)[5]
6. Niespodziewane szczęście Allie (Allie's Wild Surprise, #1)[6]

- Becky's Super Secret, #3
- Rosie's Mystery on Ice, #8
- Allie's Pizza Pool Party, #9
- Julie's Outrageous Idea, #10
- Becky Rides Again, #11
- Rosie's Fashion Show, #12